# Massouang
Ne doit pas être confondu avec Lougoye-Massouang.
Massouang  est une localité du Cameroun située dans la commune de Kai-Kai, le département du Mayo-Danay et la Région de l'Extrême-Nord, à proximité de la frontière avec le Tchad.

## Population
Lors du recensement de 2005, on y a dénombré 459 personnes.